# Elisabethkirche (Klutschau)

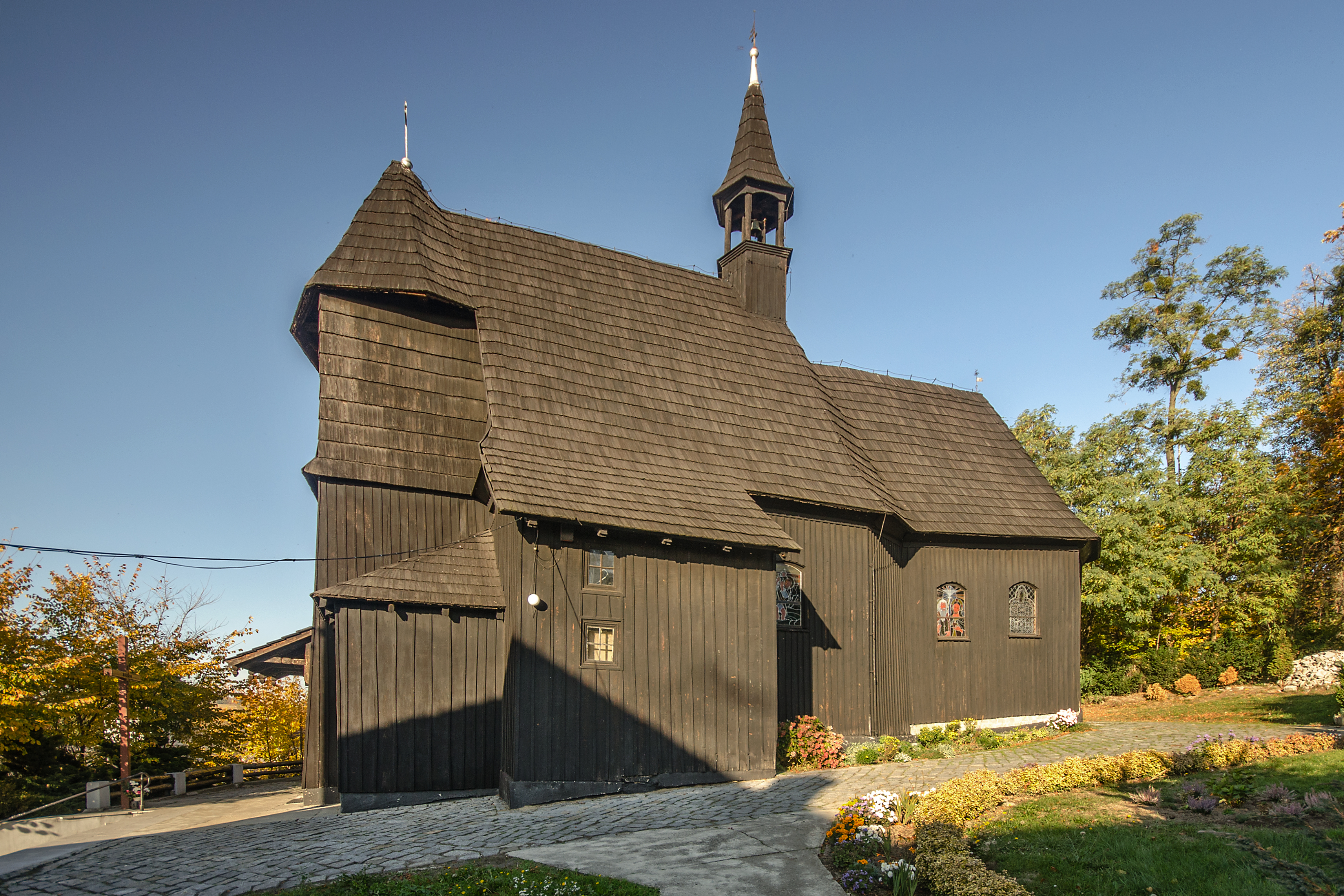
Seitenansicht

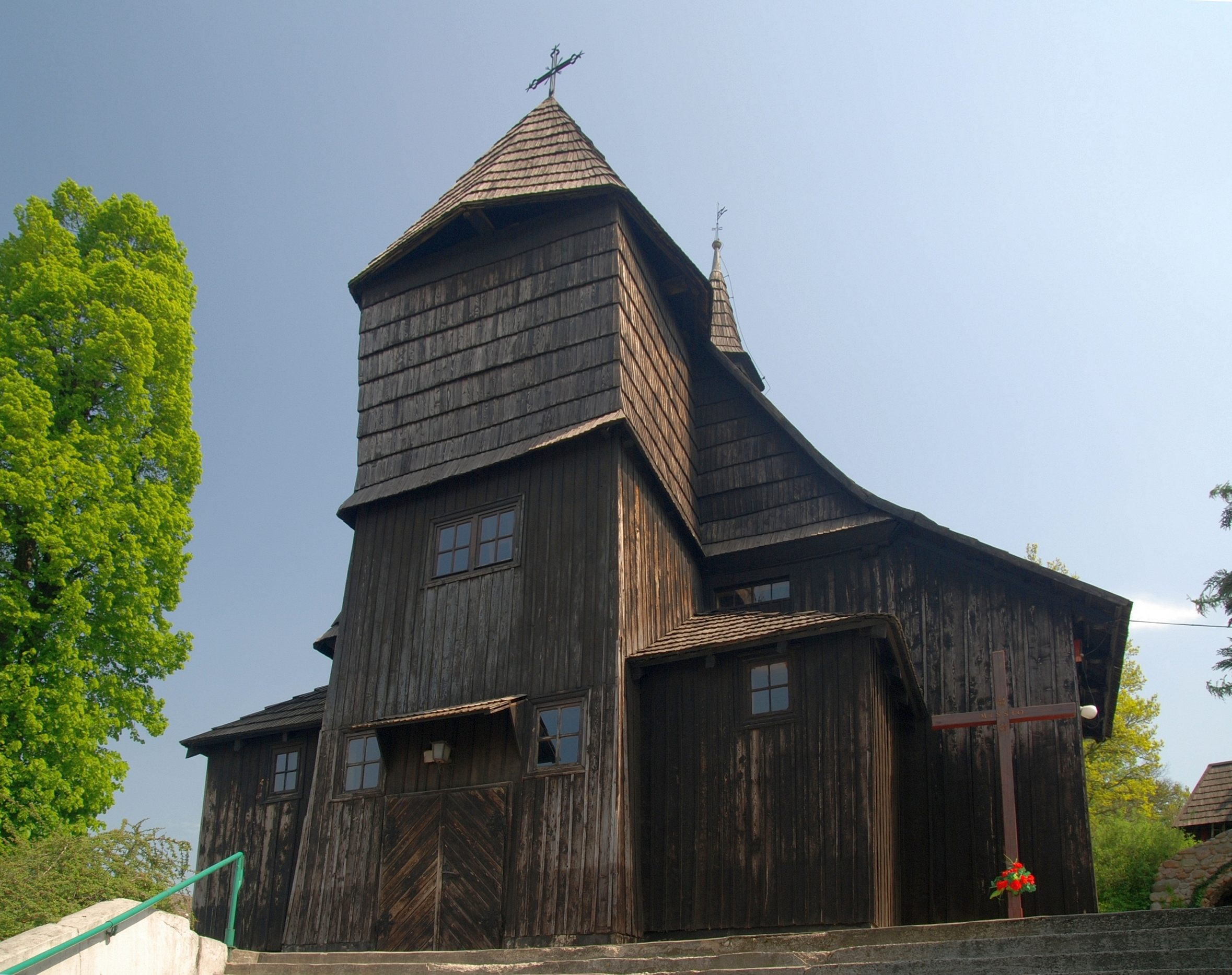
Vorderansicht mit Turm

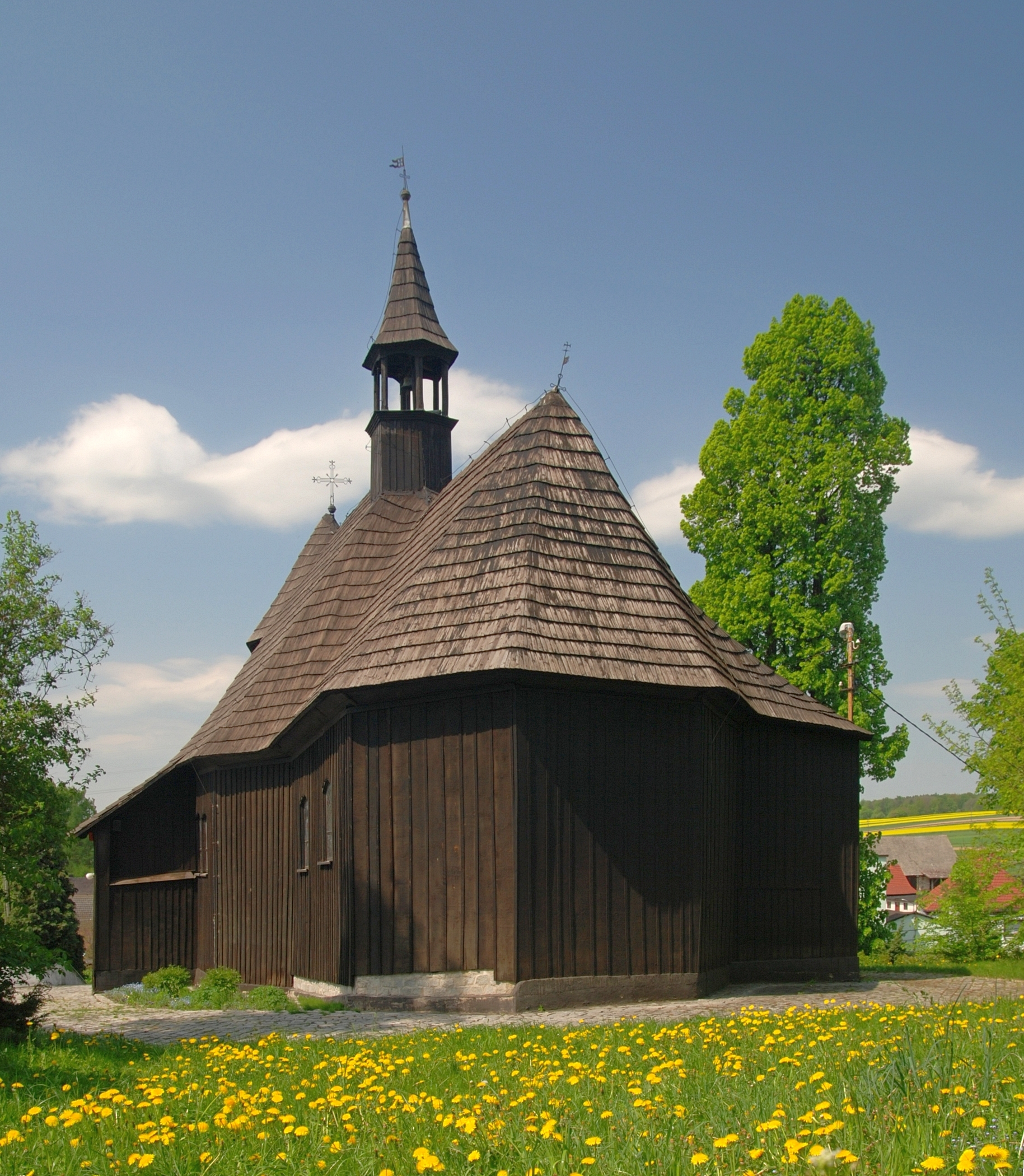
Blick auf den Kirchenchor

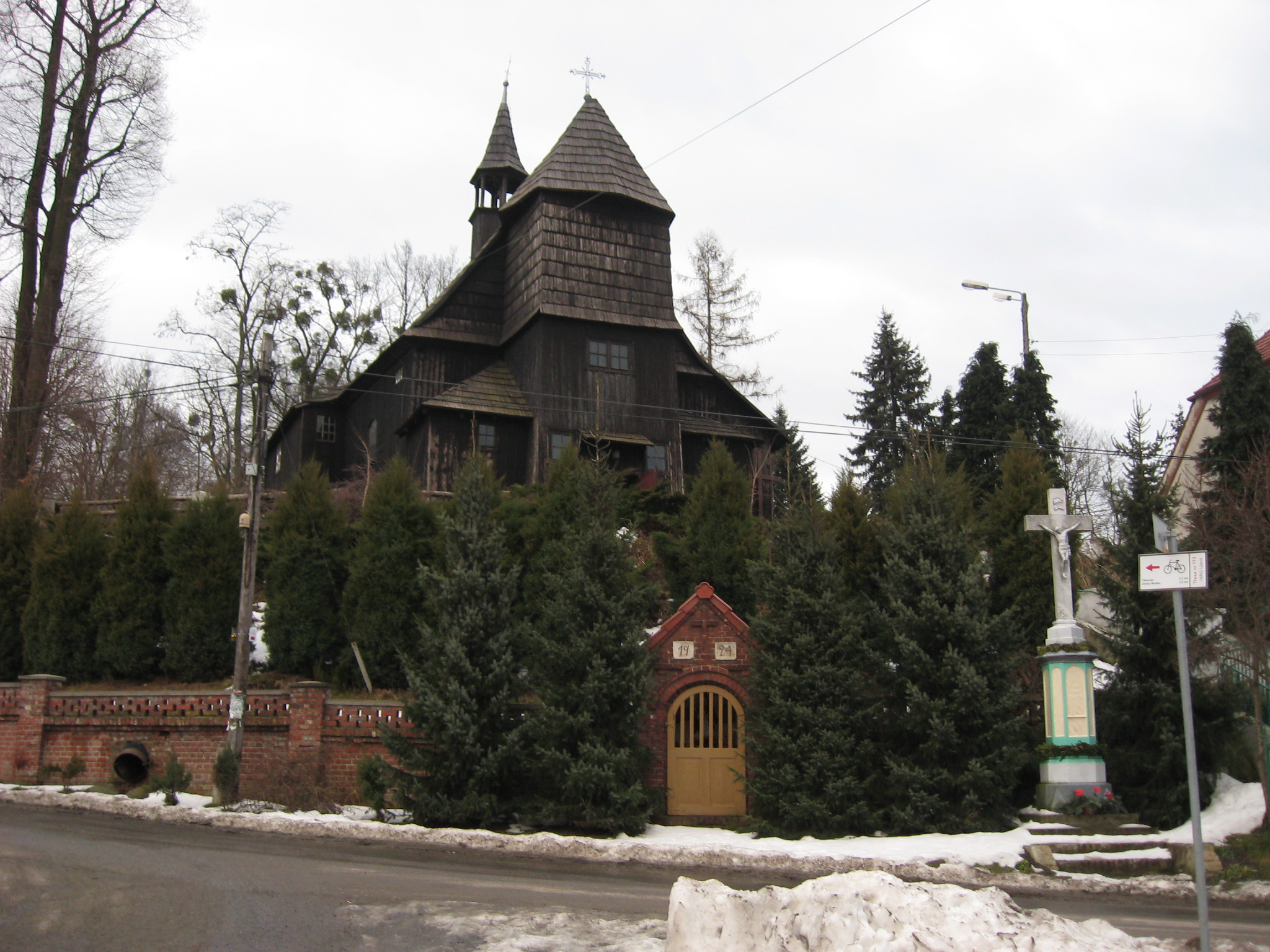
Ansicht von der Straße

Die Elisabethkirche im oberschlesischen Klutschau in der Gemeinde Ujest ist eine römisch-katholische Pfarrkirche. Die denkmalgeschützte Schrotholzkirche im barocken Stil stammt aus dem  frühen 17. Jahrhundert und trägt den Titel der heiligen Elisabeth von Thüringen. Die Elisabethkirche gehört der Pfarrgemeinde St. Elisabeth in Klutschau (Klucz) an, die dem Dekanat Ujest des Bistums Opole (Oppeln) zugehörig ist. Sie befindet sich an der Ulica Wiejska auf einer kleinen Anhöhe.
Zur Pfarrgemeinde St. Elisabeth gehören auch die Maria-Schnee-Kirche in Olschowa und die Magdalenenkirche in Kaltwasser.
Jedes Jahr finden die weit bekannten Fronleichnamsprozessionen statt, die durch die Mitglieder der Kirchengemeinde durchgeführt werden. Dabei werden im Ort Blütenteppiche ausgelegt.

## Geschichte
Eine Pfarrei im Ort bestand bereits 1310. 1319 wurde ein Pfarrer erwähnt. Im Verzeichnis des Peterpfennigs von 1447 wurde die Pfarrei dem Archipresbyterat Ujest zugerechnet. Die Elisabethkirche wurde 1610 erbaut. In einem Visitationsbericht von 1679 wurde erwähnt, dass sie zwei nicht geweihte Altäre besaß, ohne Schmuck war und die Wände kahl gewesen sind. 1748 erfolgte ein umfangreicher Umbau bzw. Neubau. Am 13. Mai 1954 wurde sie unter Denkmalschutz gestellt.
Von 2003 bis 2004 fand eine umfangreiche Renovierung statt. Dabei wurden die 1981 verdeckten Deckenmalereien wieder freigelegt.

## Architektur und Ausstattung
Bei der Elisabethkirche handelt es sich um ein barockes Bauwerk in Blockbauweise aus Schrotholz auf einem Fundament aus Stein. Die Kirche ist einschiffig, geostet und heute von außen mit Holzbrettern verkleidet. Der Chor ist an drei Seiten geschlossen, daneben befindet sich die Sakristei. Sie besitzt an ihrer Vorderseite einen einzelnen Kirchturm mit seitlichen Anbauten, der sich nach oben hin verjüngt und nur wenig über das Dach des Kirchenschiffs hinausragt. Er wurde in Ständerbauweise errichtet. Ein weiteres kleines achteckiges Türmchen befindet sich auf dem Dach als Dachreiter. Das Satteldach ist mit Schindeln aus Holz gedeckt. In neuerer Zeit wurde neben der Kirche eine Konstruktion errichtet, an der die Kirchenglocken angebracht sind.
Die Ausstattung der Kirche ist größtenteils barock. Aus dem 18. Jahrhundert haben sich die Kanzel mit Malereien der vier Evangelisten, Leuchter, eine Barke mit Prozessionsbild der heiligen Anna und ein Bild eines Glorienkreuzes. Auch der Hauptaltar und die Nebenaltäre stammen aus dem 18. Jahrhundert. Das steinerne Taufbecken stammt vom Anfang des 14. Jahrhunderts. Außerdem finden sich zwei gotische Figuren: Eine Figur aus der Zeit um 1400 zeigt die heilige Hedwig, die andere aus der Zeit um 1500 zeigt die Schmerzensmutter Maria. Zudem befinden sich in der Kirche verteilt mehrere Heiligenfiguren aus Holz. Der Beichtstuhl ist im barocken Stil. Das Weihwasserbecken stammt von 1714. Gemälde zeigen die Stationen des Kreuzwegs. Die Eingangstür besitzt einen Schlosseinsatz in Form eines Menschen. Die Kirchenfenster bestehen aus farbigen Gläsern und zeigen verschiedene Motive. Deckenmalereien zeigen Ornamente, die Kirchenlehrer Gregor der Große, Ambrosius von Mailand, Augustinus von Hippo und Hieronymus und die vier Evangelisten Matthäus, Markus, Lukas und Johannes.
Die Kirche besitzt eine Empore auf zwei Säulen, auf der sich die Orgel befindet.
Vor der Kirche, unterhalb des Hügels, befinden sich ein Wegkreuz aus Stein mit gekreuzigtem Jesus und der deutschen Inschrift „Im Kreuz ist Heil!“ und eine Wegkapelle von 1924 mit einer Figur des heiligen Johannes Nepomuk. Neben der Kirche befindet sich eine Mariengrotte mit einer großen Marienfigur.